# Farbauti
Farbauti är en av Saturnus månar. Den upptäcktes av Scott S. Sheppard, David C. Jewitt, Jan Kleyna och Brian G. Marsden år 2004. Den gavs den tillfälliga beteckningen S/2004 S 9. Den heter också XL.
Farbauti är ca 5 kilometer i diameter och har genomsnittligt avstånd på 19 800 000 kilometer från Saturnus. Den har en lutning av 158° till ekliptikan (131° Saturnus ekvator) i en retrograd riktning och med en excentricitet på 0,209.